# Capra valdostana
La capra valdostana (in francese, Chamoisée valdôtaine) è una razza locale di capra che prende il nome dalla Valle d'Aosta, zona in cui è diffusa.

## Distribuzione
Nel passato era diffusa in tutte le Alpi Graie e Pennine, mentre ora è diffusa soprattutto in Val d'Ayas, nella Valle di Gressoney e anche nella città metropolitana di Torino, nella Val Locana, Val Chiusella e in Val di Susa.
Secondo una stima, al 2008 se ne registravano circa 3000 capi.